# Le Thieulin
Le Thieulin és un municipi francès, situat al departament de l'Eure i Loir i a la regió de Centre – Vall del Loira. L'any 2007 tenia 395 habitants.

## Demografia

### Població
El 2007 la població de fet de Le Thieulin era de 395 persones. Hi havia 137 famílies, de les quals 28 eren unipersonals (20 homes vivint sols i 8 dones vivint soles), 28 parelles sense fills, 69 parelles amb fills i 12 famílies monoparentals amb fills.
La població ha evolucionat segons el següent gràfic:
Habitants censats

### Habitatges
El 2007 hi havia 171 habitatges, 142 eren l'habitatge principal de la família, 24 eren segones residències i 5 estaven desocupats. 168 eren cases i 3 eren apartaments. Dels 142 habitatges principals, 110 estaven ocupats pels seus propietaris, 26 estaven llogats i ocupats pels llogaters i 5 estaven cedits a títol gratuït; 9 tenien dues cambres, 32 en tenien tres, 49 en tenien quatre i 52 en tenien cinc o més. 122 habitatges disposaven pel capbaix d'una plaça de pàrquing. A 58 habitatges hi havia un automòbil i a 72 n'hi havia dos o més.

### Piràmide de població
La piràmide de població per edats i sexe el 2009 era:
| Homes | Edats   | Dones |
| ----- | ------- | ----- |
| 0     | 95 o +  | 0     |
| 0     | 90 a 94 | 0     |
| 0     | 85 a 89 | 0     |
| 4     | 80 a 84 | 4     |
| 12    | 75 a 79 | 4     |
| 8     | 70 a 74 | 12    |
| 0     | 65 a 69 | 16    |
| 0     | 60 a 64 | 0     |
| 8     | 55 a 59 | 8     |
| 4     | 50 a 54 | 0     |
| 24    | 45 a 49 | 12    |
| 32    | 40 a 44 | 16    |
| 0     | 35 a 39 | 28    |
| 4     | 30 a 34 | 8     |
| 4     | 25 a 29 | 0     |
| 8     | 20 a 24 | 8     |
| 20    | 15 a 19 | 36    |
| 12    | 10 a 14 | 16    |
| 16    | 5 a 9   | 32    |
| 4     | 0 a 4   | 16    |

## Economia
El 2007 la població en edat de treballar era de 259 persones, 191 eren actives i 68 eren inactives. De les 191 persones actives 177 estaven ocupades (96 homes i 81 dones) i 14 estaven aturades (7 homes i 7 dones). De les 68 persones inactives 20 estaven jubilades, 23 estaven estudiant i 25 estaven classificades com a «altres inactius».

### Ingressos
El 2009 a Le Thieulin hi havia 137 unitats fiscals que integraven 382 persones, la mediana anual d'ingressos fiscals per persona era de 17.723 €.

### Activitats econòmiques
Dels 12 establiments que hi havia el 2007, 2 eren d'empreses extractives, 4 d'empreses de construcció, 1 d'una empresa de comerç i reparació d'automòbils, 3 d'empreses de transport, 1 d'una entitat de l'administració pública i 1 d'una empresa classificada com a «altres activitats de serveis».
Dels 5 establiments de servei als particulars que hi havia el 2009, 1 era un taller de reparació d'automòbils i de material agrícola, 1 paleta, 1 guixaire pintor, 1 lampisteria i 1 perruqueria.
L'any 2000 a Le Thieulin hi havia 6 explotacions agrícoles.

## Equipaments sanitaris i escolars
El 2009 hi havia una escola elemental integrada dins d'un grup escolar amb les comunes properes formant una escola dispersa.

## Poblacions més properes
El següent diagrama mostra les poblacions més properes.